# Distrito de Hîncești
El distrito de Hîncești es uno de los raion en la parte occidental de Moldavia.
Su centro administrativo (Oraș-reședință) es la ciudad de Hîncești. El 1 de enero de 2005 tenía una población de 119.800. Gobernado por un consejo del condado. Después de las elecciones del año 2007, el jefe del consejo electo es Anatol Chetraru, miembro del Partido Democrático de Moldavia.

## Subdivisiones
Comprende la ciudad de Hîncești y las siguientes comunas:
- Bălceana
- Bobeica
- Boghiceni
- Bozieni
- Bujor
- Buțeni
- Caracui
- Călmățui
- Cărpineni
- Cățeleni
- Cioara
- Ciuciuleni
- Cotul Morii
- Crasnoarmeiscoe
- Dancu
- Drăgușenii Noi
- Fîrlădeni
- Fundul Galbenei
- Ivanovca
- Lăpușna
- Leușeni
- Logănești
- Mereșeni
- Mingir
- Mirești
- Negrea
- Nemțeni
- Obileni
- Onești
- Pașcani
- Pervomaiscoe
- Pogănești
- Sărata-Galbenă
- Secăreni
- Sofia
- Stolniceni
- Șipoteni
- Voinescu

## Turismo
El consejo del distrito rumano de Vaslui, los consejos de los condados moldavos de Leova e Hîncești, y la Unión Europea (a través del programa Phare), han establecido un programa que busca promover el turismo en estas regiones. Las principales atracciones turísticas del programa Vaslui-Hîncești-Leova son, entre otros, las iglesias y monasterios medievales y de comienzos de la Edad Moderna, el palacete de caza de Manuc Bei y el palacio mansión Manuc - Mirzaiano (parecido al Manuc's Inn en Bucarest) en Hîncești, así como las riquezas naturales de la región.